# 211. logistična baza Slovenske vojske
211. logistična baza Slovenske vojske (211. LOGBA SV) je bila logistična vojaška baza Slovenske vojske; nastanjena je bila v Postojni in bila je v sestavi 2. operativnega poveljstva Slovenske vojske.

## Zgodovina
Baza je bila ustanovljena 1998. Poveljevala je osmim in varovala je 12 vojaških objektov.

## Poveljniki
- polkovnik Stojan Sedmak (1998 - )

## Organizacija
2002
- poveljstvo
- četa za oskrbo
- četa za vzdrževanje
- transportna četa
- četa za varovanje